# Kacperczyk
Kacperczyk (Bracia Kacperczyk, potocznie również Kacperczyki) – polski duet muzyczny pochodzący z Lublina. W skład duetu wchodzą bracia – Maciej Kacperczyk (ur. 22 stycznia 1998) oraz Paweł Kacperczyk (ur. 29 października 1999).
Popularność zyskali przy okazji dołączenia do SBM Label. Ich pierwszy album Sztuki piękne zadebiutował na 20 miejscu na liście sprzedaży OLIS. Drugi album Kryzys wieku wczesnego osiągnął 11 miejsce po pierwszym tygodniu.

## Dyskografia

### Albumy
| Rok  | Album                                                                                                | Pozycja na liście | Sprzedaż       | Certyfikat              |
| Rok  | Album                                                                                                | POL               | Sprzedaż       | Certyfikat              |
| ---- | --- | ----------------- | -------------- | ----------------------- |
| 2020 | Sztuki piękne - Data: 14 lutego 2020 - Wydawca: SBM Label - Nośnik: CD, streaming                    | 20                |                |                         |
| 2021 | Kryzys wieku wczesnego - Data: 26 listopada 2021 - Wydawca: SBM Label - Nośnik: CD, winyl, streaming | 11                | - POL: 30 000+ | - ZPAV: platynowa płyta |
| 2023 | Pokolenie końca świata - Data: 23 czerwca 2023 - Wydawca: SBM Label - Nośnik: CD, streaming          | 1                 | - POL: 30 000+ | - ZPAV: platynowa płyta |

### Single
Jako członkowie SB Maffija
| Rok  | Tytuł                                              | Certyfikat                 | Album           |
| ---- | -------------------------------------------------- | -------------------------- | --------------- |
| 2020 | „A nie pamiętasz jak?” (jako członek SB Maffija)   | - ZPAV: 4× platynowa płyta | Hotel Maffija   |
| 2020 | „Przepis na dzień dobry” (jako członek SB Maffija) | - ZPAV: złota płyta        | Hotel Maffija   |
| 2020 | „Nie ma raju bez węża” (jako członek SB Maffija)   | - ZPAV: złota płyta        | Hotel Maffija   |
| 2022 | „Parapetówa” (jako członek SB Maffija)             | - ZPAV: 2× platynowa płyta | Hotel Maffija 2 |
| 2022 | „Do zobaczenia” (jako członek SB Maffija)          | - ZPAV: platynowa płyta    | Hotel Maffija 2 |

Jako artyści gościnni
| Rok  | Tytuł                                                      | Certyfikat              | Album           |
| ---- | ---------------------------------------------------------- | ----------------------- | --------------- |
| 2019 | „Zobaczymy” (Solar; gośc. Mata, Kacperczyk, Jan-Rapowanie) | - ZPAV: platynowa płyta | Pokój zero      |
| 2022 | „Wroobel daj to głośniej” (SB Maffija; gośc. Kacperczyk)   | - ZPAV: złota płyta     | Hotel Maffija 2 |
| 2022 | „Postanowienia noworoczne” (SB Maffija; gośc. Kacperczyk)  | - ZPAV: złota płyta     | Hotel Maffija 2 |
| 2024 | „Tom Yum ” (Daria Zawiałow; gośc. Kacperczyk)              |                         |                 |